# Конрад фон Фойхтванген
Конрад фон Фойхтванген (нім. Konrad von Feuchtwangen) - 13-й великий магістр Тевтонського ордена з 1291 по 1296 рік, 13-й лівонський ландмейстер.

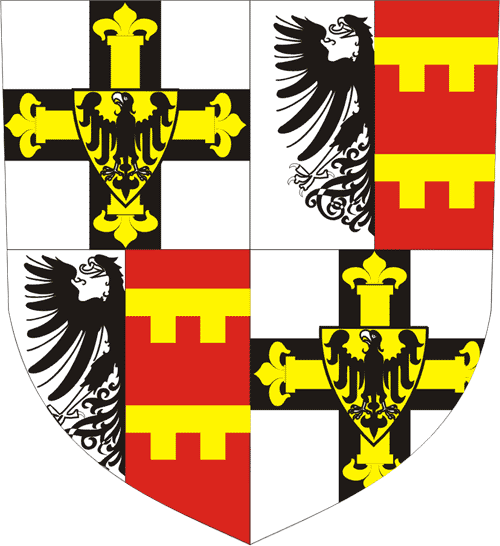
Герб великого магістра Конрада фон Фейхтвангена

## Життєпис
Народився близько 1230 року у Франконії. Дата вступу в орден невідома. У 1259-1261 роках та з 1279 року - комтур Австрії (вважається, що одночасно з 1279 року він був скарбником ордену). Імовірно брав участь у бойових діях в Палестині.
На генеральному капітулі ордену 1279 року у Мальборку Конрад фон Фойхтванген за ініціативою великого магістра Гартмана фон Гельдрунгена був призначений магістром Пруссії та Лівонії. Негайно виїхав до Пруссії, де в Ельблонгу скликав капітул для напрацювання заходів зі зміцнення дисципліни та пошуку засобів підпорядкування прусських племен. Провів реформу в системі місцевих орденських посад. Організував великий напад на землі земгалів. Незважаючи на те, що похід був успішний, Конрад фон Фойхтванген заявив про неможливість для нього обіймати одночасно посади магістра Пруссії та Лівонії та оголосив про відставку з обох посад. Однак місцевий капітул залишив його на посаді магістра Лівонії. 
У 1280-1281 роках жив у Лівонії. Організувавши напад на земгалів, розбив литовців, які прийшли на допомогу земгалам. Планував похід на Литву, але через несприятливу погоду відмовився від нього.
У 1282 році повторно оголосив про відставку з посади магістра Лівонії, яка була прийнята капітулом у Феліні. Став комтуром Франконії, з 1284 року - магістр Німеччини. 
За деякими даними, брав участь у невдалій обороні Акри в Палестині, яка була захоплена мусульманами. 
На генеральному капітулі 1291 року у Венеції обраний Великим магістром Тевтонського ордену. Переніс столицю ордену з Акри у Венецію.
Виконував важливі дипломатичні доручення Священної Римської імперії, яку вважав головною опорою ордену.
У 1295 році прибув у Пруссію, яку розглядав як головне місце подальшої діяльності ордену.
Раптово помер у Празі в 1296 році. Похований у костелі в місті Добровиці.